# Guia d'ones integrada en el substrat

Guia d'ones integrada en el substrat. Les ones electromagnètiques que es propaguen estan limitades dins del substrat per les capes metàl·liques de cadascuna de les dues cares del substrat i entre dues fileres de vies metàl·liques que les connecten.

Una guia d'ones integrada en el substrat (SIW) (també coneguda com a guia d'ones post-paret o guia d'ones laminat) és una guia d'ones electromagnètica rectangular sintètica formada en un substrat dielèctric mitjançant una densa disposició de pals metal·litzats o mitjançant forats que connecten les plaques metàl·liques superior i inferior del substrat. La guia d'ones es pot fabricar fàcilment amb una producció en massa de baix cost mitjançant tècniques de forat passant, on les parets del pal consisteixen en tanques de pas. Se sap que SIW té característiques d'ona guiada i mode similars a la guia d'ona rectangular convencional amb una longitud d'ona guia equivalent.
Des de l'aparició de les noves tecnologies de la comunicació a la dècada de 1990, hi ha hagut una necessitat creixent de sistemes d'ones mil·límetres d'alt rendiment. Aquests han de ser fiables, de baix cost, compactes i compatibles amb les altes freqüències. Malauradament, per sobre de 10 GHz, les conegudes tecnologies de microstrip i línies coplanars no es poden utilitzar perquè tenen pèrdues d'inserció i radiació elevades a aquestes freqüències. La topologia de guia d'ona rectangular pot superar aquests problemes, ja que ofereix una excel·lent immunitat contra les pèrdues de radiació i presenta pèrdues d'inserció baixes. Però en la seva forma clàssica, la guia d'ona rectangular no és compatible amb la miniaturització requerida per les aplicacions modernes.
El concepte de SIW va ser desenvolupat a principis dels anys 2000 per Ke Wu per conciliar aquests requisits. Els autors van presentar una plataforma per integrar tots els components d'un circuit de microones dins d'un sol substrat, de secció transversal rectangular. L'ús d'un sol substrat garanteix un volum limitat i una senzillesa de fabricació, mentre que la secció transversal rectangular de la línia proporciona els avantatges de la topologia de guia d'ona en termes de pèrdues.

## Principis de SIW

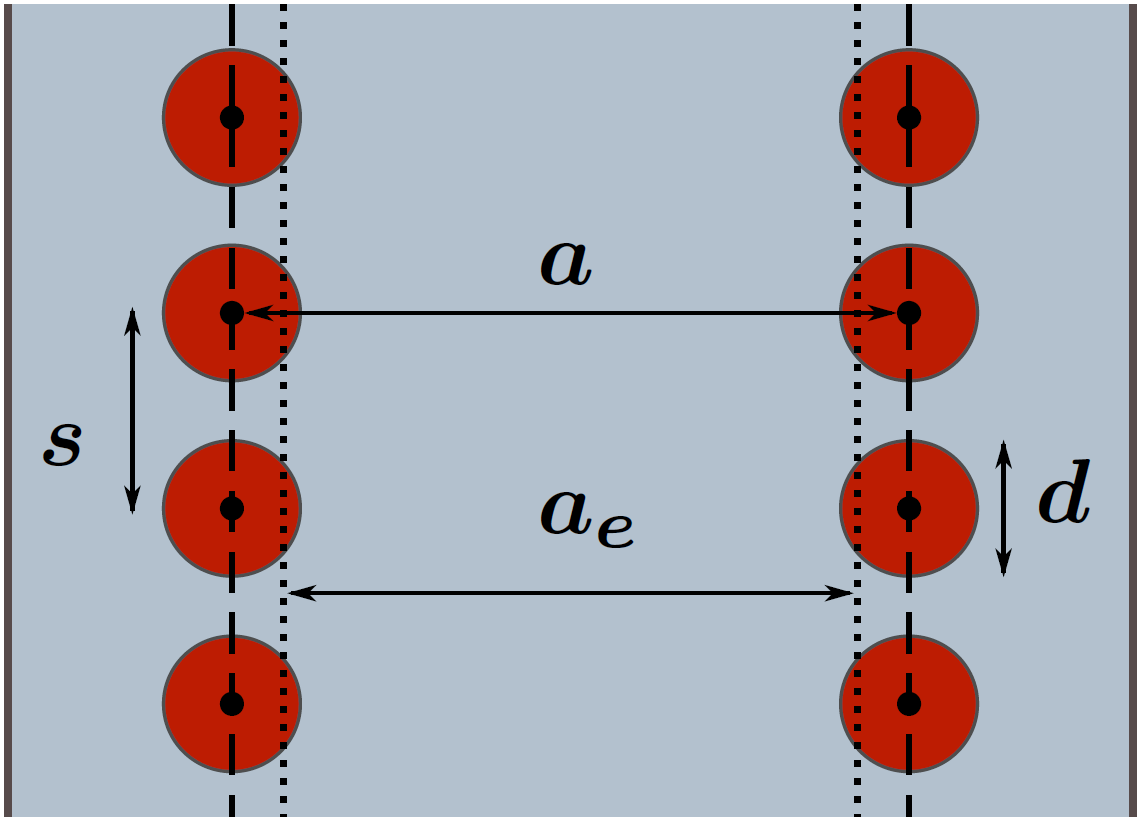
Secció transversal horitzontal d'una guia d'ones integrada al substrat. La distància de centre a centre de dues vies successives és, el seu diàmetre és i la distància de centre a centre entre les dues files de vias és. L'amplada efectiva, calculat a partir de, i també es mostra.

### Geometria
Un SIW està format per un substrat dielèctric prim recobert a les dues cares per una capa metàl·lica. El substrat incrusta dues fileres paral·leles de forats metàl·lics que delimiten l'àrea de propagació de l'ona. L'organització de les vies i els paràmetres geomètrics es descriuen a la figura adjunta.
L'amplada d'un SIW és la distància {\displaystyle a} entre les seves dues files de vies, que es defineix de centre a centre. Una amplada efectiva {\displaystyle a_{e}} es pot utilitzar per caracteritzar amb més precisió la propagació de l'ona. La distància entre dues vies successives de la mateixa fila és {\displaystyle s}, i el diàmetre de vias es denota amb {\displaystyle d}.

## Modes de propagació magnètica transversal
A la guia d'ona rectangular de paret sòlida clàssica, la formulació general de la propagació implica una superposició de modes elèctrics transversals (TE) i magnètics transversals (TM). Cadascun d'ells està associat a camps i corrents particulars. En el cas dels modes TM, el corrent a les parets verticals és longitudinal, és a dir, paral·lel a l'eix de propagació, normalment indicat com a {\displaystyle z}. Aleshores, donada la geometria vertical de les vies, és impossible que aquests modes apareguin als SIW: el corrent elèctric no es pot propagar de via a via. Només els modes TE es poden propagar a través de SIW.
Cada mode apareix per sobre d'una freqüència de tall precisa determinada per les dimensions de la guia d'ones i el medi d'ompliment. Per als modes TM, es redueix el gruix de la guia d'ona (normalment es denota com a {\displaystyle b}) augmenta la freqüència de tall amb {\displaystyle 1/b} . En el cas de SIW, el gruix és tan baix que la freqüència de tall dels modes TM és molt superior a la del mode dominant.